# Thập niên 730
Thập niên 730 hay thập kỷ 730 chỉ đến những năm từ 730 đến 739.